# Lya Mara
Lya Mara, egentligen Alexandra Gudowitsch (lettiska: Aleksandra Gudoviča), född 1 augusti 1897 i Riga, Lettland, dödsår okänt, tysk skådespelare som först spelade film i Polen och från 1918 i Tyskland. Enligt en uppgift kan Mara ha omkommit under andra världskriget, enligt en annan uppgift flyttade hon till Schweiz efter makens bortgång 1950.

## Filmografi (urval)
- 1915 - Bestia
- 1916 - Studenci
- 1919 - Manon
- 1920 - Världens moral och kärlekens
- 1925 - Den glädjelösa gatan
- 1926 - Die Försterchristel
- 1927 - Zigenarbaronen
- 1928 - Der Rote Kreis